# Let TAP Air Portugal 425
Let TAP 425 byl pravidelný let z Bruselu v Belgii na letiště Santa Catarina (neformálně známé jako letiště Funchal nebo Madeira Airport; nyní mezinárodní letiště Cristiana Ronalda), Portugalsko, s pravidelným mezipřistáním v Lisabonu. Dne 19. listopadu 1977 Boeing 727 provozující tuto linku přejel letištní dráhu, zřítil se na nedalekou pláž a explodoval, přičemž zahynulo 131 ze 164 osob na palubě. Tato nehoda zůstává jedinou smrtelnou nehodou společnosti TAP v její historii.

## Letadlo a posádka
Letounem letu TP-425 byl Boeing 727-282 Advanced registrace CS-TBR pojmenovaný po portugalském průkopníkovi letectví Sacadurovi Cabralovi. Jeho výrobní číslo výrobce bylo 20972/1096 a byl dodán pro leteckou společnost TAP 21. ledna 1975. Byl poháněn třemi proudovými motory Pratt & Whitney JT8D-17, z nichž každý měl maximální tah 16 000 liber. Letoun absolvoval 21. září 1977 kontrolu B a v době nehody měl nalétáno 6 154 letových hodin v 5204 cyklech.:s.37–38
Posádku tvořili kapitán João Lontrão, první důstojník Miguel Guimarães Leal, letový inženýr Gualdino Pinto a pět letušek. Na palubě bylo 156 cestujících.:s.8,34

## Nehoda
Dne 19. listopadu letadlo uskutečnilo let TP-420 z Lisabonu do Bruselu v Belgii a poté TP-425 z Bruselu do Funchalu s mezipřistáním v Lisabonu. Let 420 a první úsek letu 425 byly dokončeny bez hlášení jakýchkoli problémů. V Lisabonu posádka obdržela zprávu o počasí ve Funchalu. Podle předpovědi se na trase očekávalo nepříznivé počasí s možností výskytu bouřkové oblačnosti a přívalových dešťů, které však pravděpodobně neovlivní let.:s.3
V 19:50 opustil let 425 bránu a v 19:55 odstartoval z dráhy 03 lisabonského letiště.:s.4
V době nehody byla dráha tehdejšího mezinárodního letiště Santa Catarina dlouhá 1600 m (5250 stop), což velmi ztěžovalo přistání.
Ve 21:05, při přiblížení k Madeiře, požádala posádka letu 425 o povolení klesat. Dispečer povolil klesat do letové hladiny 50 (5 tisíc stop nebo 1524 metrů) při tlaku 1013,2 mbar. Ve 21:05:50 posádka ohlásila zahájení klesání na hladinu 50 směrem k Porto Santo a obdržela instrukce přepnout na frekvenci 118,1 MHz pro komunikaci s přibližovací službou letiště ve Funchalu. Ve 21:17 posádka kontaktovala řízení letového provozu ve Funchalu a ohlásila dosažení letové hladiny 50 a předpokládané dosažení radiomajáku MAD za 5 minut. V reakci na to řídící vydal povolení klesat do výšky 3500 stop na QNH 1013 a oznámil, že přistání bude na dráhu 06. Poté řídící předal zprávu o počasí: vítr na dráze 06 klid, vítr Rosario 14 uzlů / 220 stupňů, teplota 19 °C, dohlednost 4–5 kilometrů. Posádka potvrdila přijetí. Podle zprávy METAR 20:50 na letišti Funchal foukal vítr o rychlosti 6 uzlů, směr 200 stupňů, dohlednost 5 kilometrů, oblačnost 7/8, dešťové přeháňky, letištní tlak (QFE) pro dránu 24: 1006 mbar, pro dráhu 06: 1008 mbar, teplota 19 °C, rosný bod 18 °C.:s.4
Ve 21:23:13 posádka ohlásila průlet majáku MAD ve výšce 1700 stop a kurzu 215, přičemž neměla vizuální kontakt se zemí. Při držení kurzu 200 a klesání z výšky 980 stop ve 21:26:33 ohlásil let TP-425, že nemá vizuální kontakt s přistávací drahou a přistání se nezdařilo.:s.5
Po dvou neúspěšných pokusech o přistání se posádka rozhodla provést poslední pokus, než se bude muset rozhodnout odklonit letadlo na letiště letiště Gran Canaria na Kanárských ostrovech.
Při třetím pokusu o přistání zvolil kapitán Lontrão dráhu 24. Ve 21:43:52 bylo hlášeno, že ve výšce 1800 stop letadlo letí rychlostí 205 uzlů. Ve 21:44:57 žádá posádka řídícího o potvrzení, zda jsou dráhová světla zapnutá na maximální intenzitu, což řídící potvrdil. Ve 21:45:02 posádka ohlásila průlet letištního majáku a oznámila, že dráha je v dohledu. Ve 21:46:48, při zatáčení doprava na kurz 250°, kapitán Lontrão vyzval k provedení kontrolního seznamu pro přistání.:s.5
Ve 21:47:21 z letištní věže ohlásili vítr na dráze 24 klid (bezvětří) a zeptali se, zda bude posádka pokračovat v přistání. Posádka odpověděla, že bude pokračovat. Řídící následně povolil letu 425 přistání. Z výšky 400 stop při rychlosti 150 uzlů začalo letadlo klesat. Letadlo dosedlo 2000 stop (610 m) za prahem v intenzivní přeháňce. Došlo k aquaplaningu a přes maximální intenzitu brzdění a použití reverzu motorů se nepodařilo zastavit. Došlo k několika smykům, přejelo práh dráhy v rychlosti přibližně 43 uzlů (80 km/h) a zřítilo se ze 61 m vysokého svahu. Zde narazilo kamenného mostu, oddělila se zadní část, zatímco přední pokračovala přes most až na blízkou pláž, kde se vznítila.:s.6–7
Ze 164 lidí na palubě (156 cestujících a 8 členů posádky) zahynulo 131 osob (125 cestujících a 6 členů posádky), čímž se nehoda stala nejsmrtelnější leteckou nehodou v Portugalsku. Od roku 2021 se jedná o druhou nejsmrtelnější leteckou nehodu v Portugalsku po letu Independent Air 1851. Je to jediná smrtelná nehoda TAP Portugalska od začátku jeho letových operací v roce 1946.

## Vyšetřování
Podle závěrů vyšetřování byla posádka k letu způsobilá. Zpráva uvádí, že letadlo bylo po opuštění dráhy až do nárazu do mostu v dobrém stavu. Zpráva dospěla k závěru, že posádka porušila postup přiblížení, letadlo přistálo ve vzdálenosti 2 060 stop (630 m) od začátku dráhy, což je o 1 060 stop (320 m) dále, než je obvyklé, a rychlost byla 148,2 uzlů (274,5 km/h; 170,5 mph), tj. o 19,2 uzlů (35,6 km/h; 22,1 mph) vyšší, než je doporučeno. Bylo také zjištěno, že na dráze byl nedostatečný počet světel, což ztěžovalo provedení přiblížení, a že stav dráhy (nerovný povrch vytvářející podmínky pro vznik kaluží a kontaminace nánosy gumy) se rovněž podílel na vzniku nehody.:s.29
Bezprostřední příčinou nehody byla nedostatečná decelerace po přistání, která vedla k nemožnosti zastavit na dráze. Na nedostatečné deceleraci se pravděpodobně podílely:
- velmi špatné počasí v době přistání;
- dobré podmínky pro vznik aquaplaningu;
- přistání rychlostí 19 uzlů nad předepsanou rychlostí pro přistání (Vref);
- přistání s dlouhou výdrží;
- prudké korekce směru po přistání.[3]:s.30

Vyšetřování doporučilo letišti Funchal zvýšit úroveň meteorologických pozorování.:s.31

## Následky

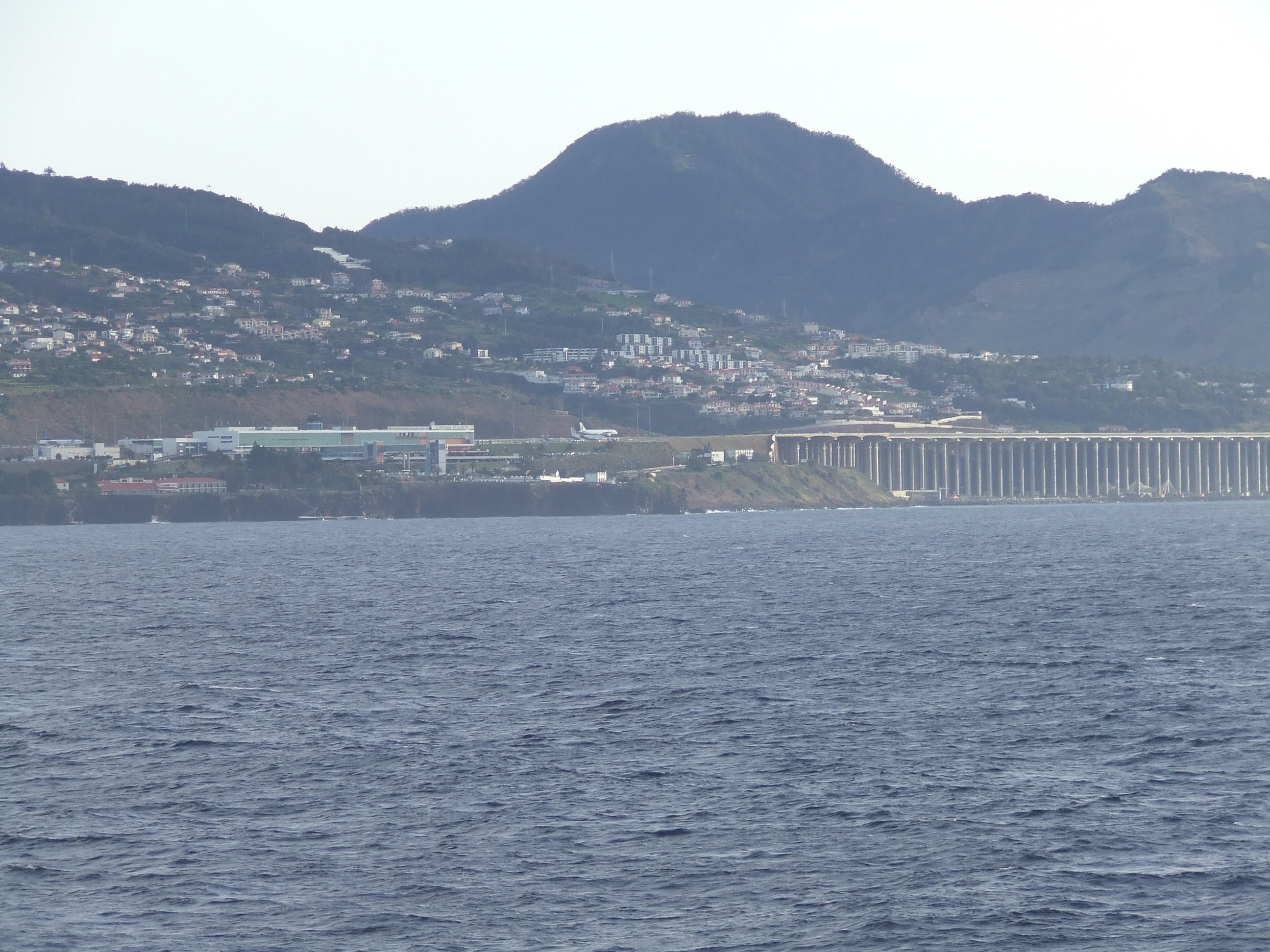
Prodloužení dráhy pomocí železobetonové mostní konstrukce

Po nehodě přestala společnost TAP létat na Madeiru s letadly Boeing 727-200 a začala létat pouze s letadly 727-100, která byla o 20 stop (6,1 m) kratší a přepravovala o 60 cestujících méně.
Nehoda přiměla úředníky, aby prozkoumali možnosti prodloužení krátké přistávací dráhy. Vzhledem k výšce dráhy nad okolním terénem bylo prodloužení velmi obtížné a nákladné. V letech 1983 až 1986 bylo vybudováno prodloužení o 200 metrů (660 stop) přidáním náspu na jihozápadním konci; o 14 let později byla dráha opět prodloužena, tentokrát na severozápadním konci pomocí obří železobetonové mostní konstrukce přemosťující pobřežní komunikací a místní přístav. Po prodloužení v roce 2000 měří vzletová a přistávací dráha dnešního mezinárodního letiště Cristiana Ronalda 2 781 metrů (9 124 stop) a je schopna odbavovat širokotrupá dopravní letadla, jako je Boeing 747 nebo Airbus A340.